# معركة جرابلس
معركة جرابلس هي معركة وقعت في 24 أغسطس (آب) 2016 في منطقة جرابلس الواقعة بمحافظة حلب في سوريا خلال الحرب الأهلية السورية، وكانت بمثابة بداية عملية درع الفرات.

## التسلسل الزمني للأحداث
بدءًا من صيف عام 2016، أصبحت المنطقة الممتدة من معبر الراعي الحدودي إلى بلدة جرابلس هي آخر منطقة يسيطر عليها تنظيم الدولة الإسلامية في العراق والشام (داعش) على طول الحدود السورية التركية. كانت السيطرة على هذه المنطقة هدفًا أيضًا لقوات سوريا الديمقراطية، التي يهيمن عليها أكراد حزب الاتحاد الديمقراطي، والذين كانوا يسعون لتوحيد أراضيهم بدءًا من عفرين وحتى محافظة الحسكة بعدما أعلنوها كمنطقة فيدرالية في 17 مارس (آذار) 2016. وفي 31 مايو (أيار) 2016، عبرت قوات سوريا الديمقراطية نهر الفرات، وفي 12 أغسطس (آب)، وبعد معركة طويلة، تمكنت قوات سوريا الديمقراطية من السيطرة على منبج، ثم اتجهت إلى مدينة الباب في الغرب وجرابلس في الشمال، والتي كانت لا تزال تحت سيطرة تنظيم داعش. ومن أجل استرضاء الحكومة التركية في أنقرة، أعلنت قوات سوريا الديمقراطية في 20 أغسطس (آب) 2016 أنها لا تنوي التحرك في الوقت الحالي نحو جرابلس. أما تركيا، فقد رأت أن إنشاء كيان كردي يتمتع بالحكم الذاتي على حدودها، ويسيطر عليه حزب الاتحاد الديمقراطي لصيق الصلة بحزب العمال الكردستاني هو أمر غير مقبول. وفي 22 أغسطس (آب) 2016، أعلنت قوات سوريا الديمقراطية عن تأسيس مجلس جرابلس العسكري تحت قيادة القيادي الكردي عبد الستار القادري، والذي اغتيل في اليوم التالي، واتهم الأكراد على الفور أجهزة المخابرات التركية باغتياله. وفي 17 أغسطس (آب) 2016، تمكنت القوات التابعة للمعارضة السورية المتمركزة في مدينة أعزاز من السيطرة على بلدة الراعي الحدودية. وفي 19 أغسطس (آب) 2016، قامت خمسون عائلة من مقاتلي تنظيم الدولة الإسلامية بإخلاء جرابلس وتراجعت إلى مدينة الباب. وفي 22 أغسطس (آب) 2016، اتخذ عدة مئات من مقاتلي الجيش السوري الحر مواقعهم في مدينة أعزاز وبلدة باب الهوى على الحدود التركية. وفي نفس اليوم، أطلقت المدفعية التركية النار وقصفت مواقع تنظيم الدولة الإسلامية في جرابلس ومواقع قوات سوريا الديمقراطية بالقرب من منبج، ثم أعلن وزير الخارجية التركي مولود جاويش أوغلو أن الحدود يجب تطهيرها بالكامل من داعش. في 23 أغسطس (آب) 2016، تم إجلاء السكان المدنيين من بلدة كركميش التركية الصغيرة الواقعة على الجانب التركي المقابل لبلدة جرابلس.

## المعركة
في 24 أغسطس (آب) 2016، في تمام الساعة الرابعة فجرًا، بدأ الجيش التركي وقوات التحالف الدولي عملية عسكرية على بلدة جرابلس التي يسكنها 30 ألف نسمة، واجتاحت القوات الخاصة التركية الأراضي السورية أولاً، ثم عبرت الحدود السورية نحو عشر دبابات تركية مدعومة بالطائرات. كما قصفت طائرات إف16 وإيه 10 الأمريكية أيضًا المواقع التي سيطر عليها تنظيم داعش. وبحسب تصريحات للرئيس التركي رجب طيب أردوغان، فإن العملية استهدفت مقاتلي تنظيم الدولة الإسلامية وحزب الاتحاد الديمقراطي. كان من بين فصائل المعارضة السورية التي شاركت في العملية مقاتلين من فرقة السلطان مراد، وفيلق الشام، والفرقة 13، ولواء صقور الجبل، وحركة نور الدين الزنكي، والجبهة الشامية، وجيش النخبة، وفرقة الحمزة، ولواء الفتح، وجيش النصر، وحركة أحرار تل رفعت، ولواء المعتصم، وأحرار الشام. وتشير التقديرات إلى أن قوات المعارضة السورية بلغ عدد مقاتليها المُشاركين في المعركة ما بين 1500 و5000 مقاتل، وكان المقاتلون العرب يرتدون شارة حمراء، بينما ارتدي المقاتلون التركمان شارة زرقاء. نجح مقاتلو المعارضة السورية المدعومون من القوات التركية في وقت مُبكر من ظهر يوم 24 أغسطس (آب) 2016 في السيطرة على قرية كليجة الواقعة على بعد 5 كيلومترات غرب جرابلس والتي تمتد على مسافة 3 كيلومترات داخل الأراضي السورية، دون أن يُلاقي القوات التركية أو القوات التابعة للمعارضة السورية سوى مقاومة ضعيفة، وبعد اثنتي عشرة ساعة من بدء الهجوم، تم احتلال جرابلس وتراجع مقاتلي داعش إلى مدينة الباب. أراد رئيس الوزراء التركي إنهاء العملية بسرعة في نفس اليوم، ولكن مع ضرورة بقاء الجيش التركي على الأراضي السورية لعدة أسابيع مع وجود قوات على الأرض. وفي 25 أغسطس (آب) 2016، أدخلت تركيا عشر دبابات أخرى وسيارات إسعاف ومعدات ثقيلة إلى سوريا عبر بلدة كركميش، وتوجه الفريق زكاي أكساكالي إلى بلدة جرابلس لتفقد القوات التركية المتمركزة هناك.

## الخسائر البشرية
لم يعلن الجيش التركي عن وقوع أي خسائر في صفوفه، ولم يُقتل سوى مقاتل واحد من المنتمين للقوات التابعة للمعارضة السورية بحسب ما ذكرته وكالة الأناضول التركية، في حين صرح أحد قادة فيلق الشام لوكالة رويترز إن نحو خمسين مقاتلًا من تنظيم الدولة الإسلامية في العراق والشام (داعش) قد لقيوا حتفهم خلال المعركة التي دارت في جرابلس. وفي صباح يوم 25 أغسطس (آب) 2016، أعلنت الصحافة التركية عن مقتل حوالي مائة مقاتل من المنتمين لتنظيم داعش.

## ردود الأفعال
طالب وزير الخارجية السوري فور إطلاق عملية جرابلس بوقف هذه العملية التي اعتبرها انتهاكًا صارخًا لسيادة البلاد، دعمت ألمانيا الهجوم العسكري الذي شنته تركيا ضد تنظيم داعش وضد القوات الكردية التي اعتبرتها الحكومة الألمانية منظمة إرهابية. وفي فرنسا، أعلنت وزارة أوروبا والشؤون الخارجية أن فرنسا ترحب بتكثيف تركيا لجهودها في الحرب ضد تنظيم داعش. ومن جانبه، ساهم الرئيس الفرنسي فرانسوا هولاند في دعم الموقف التركي قائلًا: “أتفهم هذا المشهد بالنظر إلى الجرائم التي ارتكبها تنظيم داعش في تركيا" وتمنى أن تكون تركيا قد قطعت خطوة للأمام من خلال هذا الإجراء. كما دعمت الولايات المتحدة الأمريكية العملية العسكرية التركية في شمال سوريا، وظهر هذا الدعم في شكل تبادل المعلومات الاستخباراتية بين البلدين إلى جانب مشاركة مستشارين عسكريين أميركيين في العملية، كما صرح مسؤول أمريكي باحتمالية أن يكون هناك دعم جوي وبري إذا طلب الجانب التركي ذلك. وفي أثناء زيارته لأنقرة، أعلن نائب الرئيس الأمريكي جو بايدن أيضًا أن وحدات حماية الشعب الكردية التي شاركت في الاستيلاء على منبج عليها أن تتراجع إلى الضفة الشرقية لنهر الفرات، وإلا فإنها ستفقد الدعم الأمريكي. وقد استنكر الزعيم الكردي والرئيس المشارك لحزب الاتحاد الديمقراطي صالح مسلم هذه العملية، وأكد أن تركيا إذا انخرطت في المستنقع السوري فسوف تهزم مثلها في ذلك مثل تنظيم داعش. ومن جانبه، صرح وزير الخارجية الروسي سيرغي لافروف إن الحكومة الروسية في موسكو شعرت بقلق بالغ إزاء ما حدث على الحدود التركية السورية، وأن احتمال حدوث مزيد من التدهور في الوضع في منطقة الصراع يُعتبر أمر مثير للقلق. وعلى الرغم من ذلك لم تُدين روسيا التدخل العسكري التركي في شمال سوريا. وبحسب ما ذكره للجغرافي فابريس بالانش، فقد كانت روسيا تُقدم دعماً أقل للأكراد في حزب الاتحاد الديمقراطي السوري مقابل الدعم الذي قدمته تركيا لفصائل المعارضة السورية.
أعلن المجلس الديني لحركة أحرار الشام، في 20 سبتمبر (أيلول) 2016، دعمه للتدخل العسكري التركي في شمال سوريا بزعم ضرورة تواجد فصيل إسلامي في المناطق المحررة، حتى لا يترك مجالاً حرًا للقوات المناهضة لقوى الثورة السورية والتابعة لحزب العمال الكردستاني وحزب الاتحاد الديمقراطي، وهو ما سبب بعض التوتر بين حركة أحرار الشام وحليفتها جبهة فتح الشام التي كانت معادية لهذا التدخل.

## النتائج
بعد انتهاء عملية درع الفرات، شكلت تركيا في جرابلس في يناير (كانون الثاني) عام 2017 شرطة مدنية قوامها 450 فردًا وكانت تتكون بشكل رئيسي من المقاتلين السابقين المنتمين لفصائل المعارضة السورية.